# Спас Павлов
Спас Павлов Гардов, известен като Гарде (на сръбски: Спаса Павловић Гарда или Spasa Pavlović Garda), е сърбомански революционер, деец на Сръбската въоръжена пропаганда в Македония.

## Биография
Спас Гарда е роден в кривопаланечкото село Станча, тогава в Османската империя. За известно време е куриер на ВМОРО. След 1903 година се присъединява към комитета на сръбската въоръжена пропаганда в Македония. За район на действие има левия бряг на река Вардар и води сражения с четите на ВМОРО. Продължава да действа с въоръжена чета в Паланечко след Младотурската революция от 1908 година и не позволява на селата Бащево, Голема Църцория, Длъбочица и Добровница да се върнат под лоното на Българската екзархия.
През Балканската война действа с Войн Попович в редовете на сръбската армия, като неколкократно е ранен. В края на 1912 година влиза с четата си в Прилеп. Убит е на 25 октомври/7 ноември 1912 година в местността Бакърно гумно при водослива на Църна и Блато, до село Чепигово. Погребан е в Прилеп.